# Спинола, Агостино (кардинал)
Агостино Спинола Басадоне (итал. Agostino Spinola Basadone; 27 августа 1597, Генуя, Генуэзская республика — 12 февраля 1649, Севилья, королевство Леон и Кастилия) — итало-испанский куриальный кардинал. Камерленго Священной Коллегии кардиналов с 10 января 1633 по 9 января 1634. Епископ Тортосы с 5 марта 1623 по 7 сентября 1626. Архиепископ Гранады с 7 сентября 1626 по 23 октября 1630. Архиепископ Сантьяго-де-Компостелы с 23 октября 1630 по 16 января 1645. Архиепископ Севильи с 16 января 1645 по 12 февраля 1649. Кардинал-дьякон с 11 января 1621, с титулярная диакония Санти-Козма-э-Дамиано с 18 декабря 1623 по 24 марта 1631. Кардинал-священник с титулом церкви Сан-Бартоломео-аль-Изола с 24 марта 1631 по 12 февраля 1649.